# الكوت (العراق)
الكوت مدينة عراقية كانت تسمى سابقاً بكوت الاماره وهي امتداد لمدينة واسط التي كانت عاصمة سواد العراق والمشرق العربي في عهد الحجاج بن يوسف الثقفي ،تقع على عقدة تفرع نهر الغراف من نهر دجله لتكون على شكل شبه جزيره تحيطها المياه من ثلاث جهات متجهةً نحو الشمال، مما اعطاها الاهميه الزراعيه والاقتصاديه وايضا مرسى للسفن الماره بين بغداد والبصره تبعد المدينه حوالي 180 كم2 جنوب العاصمة بغداد. بلغ عدد سكانها 422 ألف نسمة بحسب إحصاء عام 2014م، وهي المركز الإداري لمحافظة واسط. يربط المحافظة معبر بدرة - مهران الحدودي مع إيران. من معالم المدينة معمل النسيج وشارع الهورة وفندق المصايف السياحي وجامعة واسط التي تعد من أهم المعالم الحضارية في المحافظة.
يقسم نهر دجله الكوت الى جانب ايمن وجانب ايسر ويربطهما اربعة جسور عبر النهر، وهم، سدة الكوت و جسر الكرامة الذي شُيّد في عهد عبد الكريم قاسم، وجسر الانوار، والجسر الحديدي.
تقع في مدينة الكوت سدة الكوت التي تعد من اطول سدود العراق بواقع 56 بوابه، ومن اهم السدود ايضا كونها تؤمن الاطلاقات المائيه للمشاريع الزراعيه داخل محافظة واسط وايضا تؤمن الاطلاقات المائيه لمحافظات جنوب العراق(ذي قار، ميسان، البصرة)بدأ العمل بسدة الكوت عام 1934م وافتتحت عام 1939م ويتفرع من عندها نهرا الدجيلة والغراف، وايضا بالاضافه لأهمية السدة الاروائيه فهي تعتبر احد المعالم السياحيه المهمه ومكانا يطلق فيه بعض المثقفين فعالياتهم.
شهدت الكوت إحدى معارك الحرب العالمية الأولى بين الإنكليز والعثمانيين ولا تزال المدينة تحتفظ بمقبرتين إحداهما مقبرة الإنكليز والأخرى مقبرة الأتراك، وايضا منزل للجنرال تشارلز تونشيند ومعاونيه في محلة الشرقية. عانت الكوت من الحرب العراقية الإيرانية حيث تعرضت لقصف الطائرات الإيرانية وكما عانت من قصف طائرات التحالف خلال حرب الكويت.
تعد مدينة الكوت مركز محافظة واسط التي تتكون من عدة أقضية أخرى من غير قضاء الكوت وهي قضاء الحي وقضاء العزيزية وقضاء الصويرة وقضاء النعمانية وقضاء بدرة وغيرها. ويتبع قضاء الكوت إداريا ناحيتي الشيخ سعد وناحية واسط.
و
تقع محافظة واسط في الجزء الوسط من العراق وتحدها محافظات ديالى وبغداد من الشمال وميسان وذي قار من الجنوب والقادسية وبابل من الغرب والحدود الدولية مع إيران شرقا.

## الجغرافيا

### الموقع

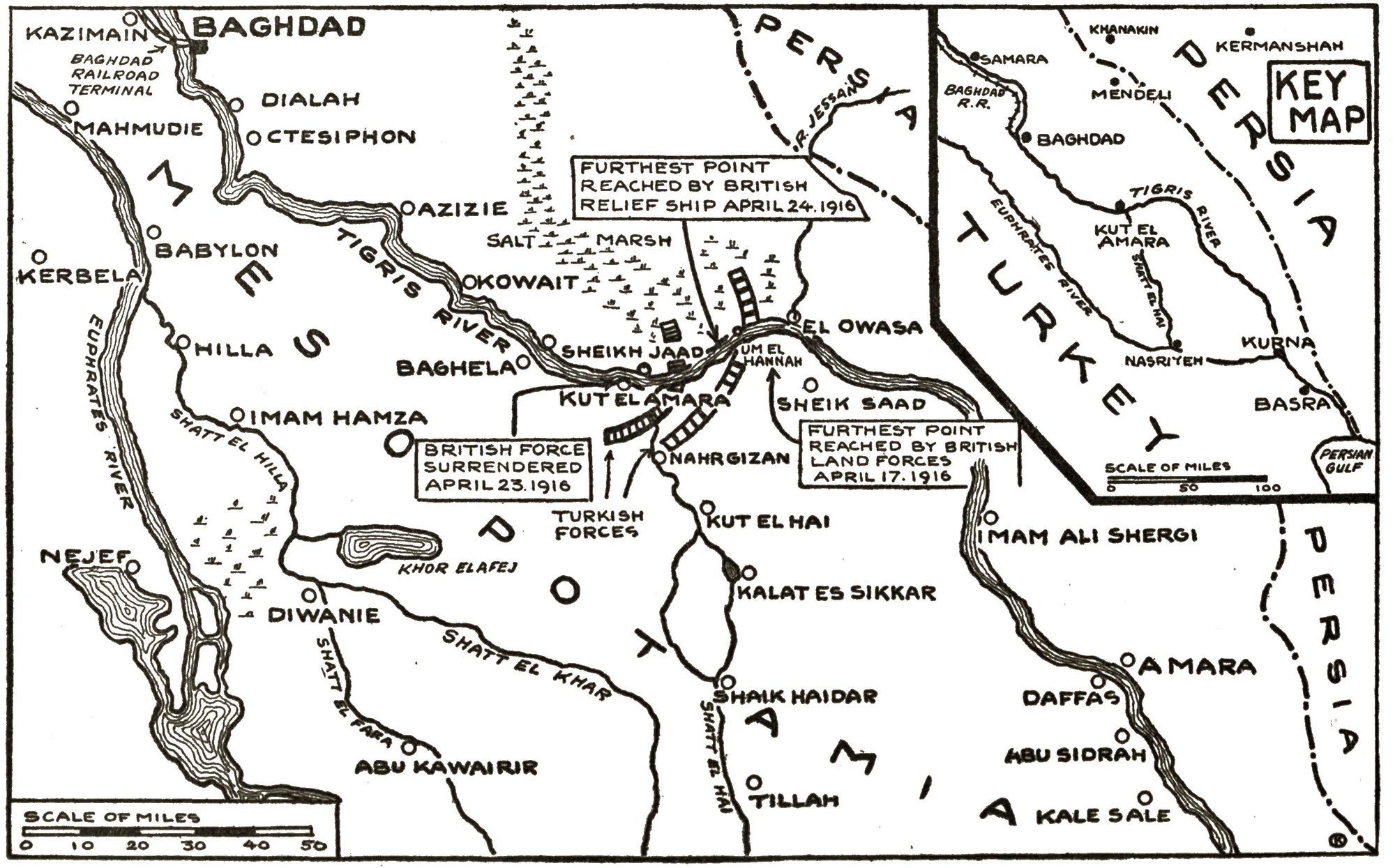
موقع مدينة الكوت

تقع الكوت في جنوب العاصمة العراقية بغداد وتبعد عنها 180 كم2، والمدينة على شكل شبه جزيرة تحيط بها المياه من ثلاث جهات، تقع على خط طول 45 درجة و 40 دقيقة وعلى خط عرض 32 درجة و 31 دقيقة، ويحدها من الشمال مدينة بدرة ومن الجنوب مدينة الحي، وتعتبر أكبر مدينة في محافظة واسط وتحتل المركز الثاني عشر من حيث عدد السكان في العراق.

### المناخ
| البيانات المناخية لـمدينة الكوت       | البيانات المناخية لـمدينة الكوت | البيانات المناخية لـمدينة الكوت | البيانات المناخية لـمدينة الكوت | البيانات المناخية لـمدينة الكوت | البيانات المناخية لـمدينة الكوت | البيانات المناخية لـمدينة الكوت | البيانات المناخية لـمدينة الكوت | البيانات المناخية لـمدينة الكوت | البيانات المناخية لـمدينة الكوت | البيانات المناخية لـمدينة الكوت | البيانات المناخية لـمدينة الكوت | البيانات المناخية لـمدينة الكوت | البيانات المناخية لـمدينة الكوت |
| الشهر                                 | يناير                           | فبراير                          | مارس                            | أبريل                           | مايو                            | يونيو                           | يوليو                           | أغسطس                           | سبتمبر                          | أكتوبر                          | نوفمبر                          | ديسمبر                          | المعدل السنوي                   |
| ------------------------------------- | ------------------------------- | ------------------------------- | ------------------------------- | ------------------------------- | ------------------------------- | ------------------------------- | ------------------------------- | ------------------------------- | ------------------------------- | ------------------------------- | ------------------------------- | ------------------------------- | ------------------------------- |
| متوسط درجة الحرارة الكبرى °م (°ف)     | 17.1 (62.8)                     | 19.6 (67.3)                     | 23.6 (74.5)                     | 29.4 (84.9)                     | 36.2 (97.2)                     | 41.3 (106.3)                    | 43.5 (110.3)                    | 43.6 (110.5)                    | 40.5 (104.9)                    | 34.5 (94.1)                     | 25.8 (78.4)                     | 18.8 (65.8)                     | 31.2 (88.1)                     |
| متوسط درجة الحرارة الصغرى °م (°ف)     | 5.1 (41.2)                      | 6.6 (43.9)                      | 10.1 (50.2)                     | 14.9 (58.8)                     | 20.4 (68.7)                     | 23.6 (74.5)                     | 25.7 (78.3)                     | 25.2 (77.4)                     | 21.6 (70.9)                     | 16.6 (61.9)                     | 11.1 (52.0)                     | 6.4 (43.5)                      | 15.6 (60.1)                     |
| الهطول مم (إنش)                       | 26 (1.0)                        | 32 (1.3)                        | 19 (0.7)                        | 12 (0.5)                        | 5 (0.2)                         | 0 (0)                           | 0 (0)                           | 0 (0)                           | 0 (0)                           | 1 (0.0)                         | 17 (0.7)                        | 26 (1.0)                        | 138 (5.4)                       |
| المصدر: Climate-Data.org,Climate data |                                 |                                 |                                 |                                 |                                 |                                 |                                 |                                 |                                 |                                 |                                 |                                 |                                 |

## التاريخ

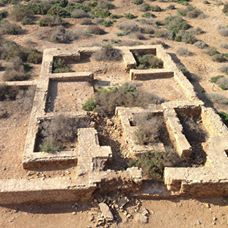
أثار مدينة واسط التأريخية "قصر الامار"

### تأسيس المدينة
تعزى الرواية التقليدية لتأسيس مدينة واسط وإنشائها على يد الحجاج بن يوسف على الضفة الغربية لدجلة مقابل مدينة كسكر لتكون عاصمة له بسواد العراق.
استمرت واسط عاصمة للولاة الأمويين عقب وفاة الحجاج بصورة متقطعة. ازدهرت كعاصمة للسواد باعتمادها على الزراعة بهذا الإقليم ونشأتها كمركز لسك النقود.
غير أن سيطرة العباسيين على العراق وتأسيسهم لبغداد أدت إلى تراجع أهمية واسط كمركز إداري. بيد أن عهد الخليفين المنصور والمهدي شهدا اهتماما بالزراعة بكورة كسكر وعاصمتها واسط.
بانحلال سلطة العباسيين بالنصف الثاني من القرن التاسع، عادت واسط إلى واجهة الأحداث كإقطاع تحت سيطرة قادة عسكريين أتراك.
نهبها الزط خلال ثورتهم سنة 834 كما تعرضت لتخريب واسع خلال ثورة الزنج سنة 877. وأدى وباء سنة 871 إلى تقليص عدد سكانها بشكل كبير. على أن هذا لم يمنع ازدهار المدينة مجددا بحلول القرن العاشر.
تحولت المدينة إلى المذهب الشيعي بمنتصف القرن الحادي عشر فأصبحت الخطبة بها تتم باسم الخليفة الفاطمي. غير أن السلاجقة سيطروا عليها بعد حصار طويل خلال حربهم ضد عصيان البساسيري الموالي للفاطميين. وتميزت الفترة التي عقبت وفاة السلطان ملك شاه سنة 1092 بالتناحر بين الأمراء السلاجقة على العراق وأمراء الحلة من بني مزيد فاستمرت المنطقة بالانحدار اقتصاديا وسكانيا. ولم يتحسن وضع المدينة حين حاول الراشد بالله ومن بعده المقتفي لأمر الله فرض السيطرة العباسية على السواد. غير أن القرنين اللاحقين اتسما بتركيز سيطرة العباسيين ما أعاد للمدينة جزءا من ازدهارها القديم.
قاومت المدينة جيش المغول بقيادة هولاكو سنة 1285 ما أدى إلى مقتل العديد من سكانها. غير أن خلفائه الإلخانيين أعادوا ترميمها. كما استعادت واسط مكانتها كمركز لسك النقود بعد انتقالها لسيطرة الجلائريين سنة 1339. تظهر أهمية المدينة بقيام تيمورلنك بوضع حامية كبيرة عليها عقب قيامه بغزوها.
بدأت أهمية المدينة بالانحدار بشكل نهائي بعد سيطرة قبيلة الخروف الأسود التركمانية عليها. فأصبحت واسط هدفا سهل للمشعشين الذين أغاروا عليها عدة مرات كانت آخرها سنة 1454 حين نهبت ودمّرت بشكل كامل. غير أن إحدى ضواحيها المعروفة بواسط الثانية ظلت مأهولة حتى أوائل العهد العثماني بالقرن السادس عشر حتى هجرها بشكل نهائي بعد أن غير دجلة مجراه تاركا المدينة قابعة وسط الصحراء.

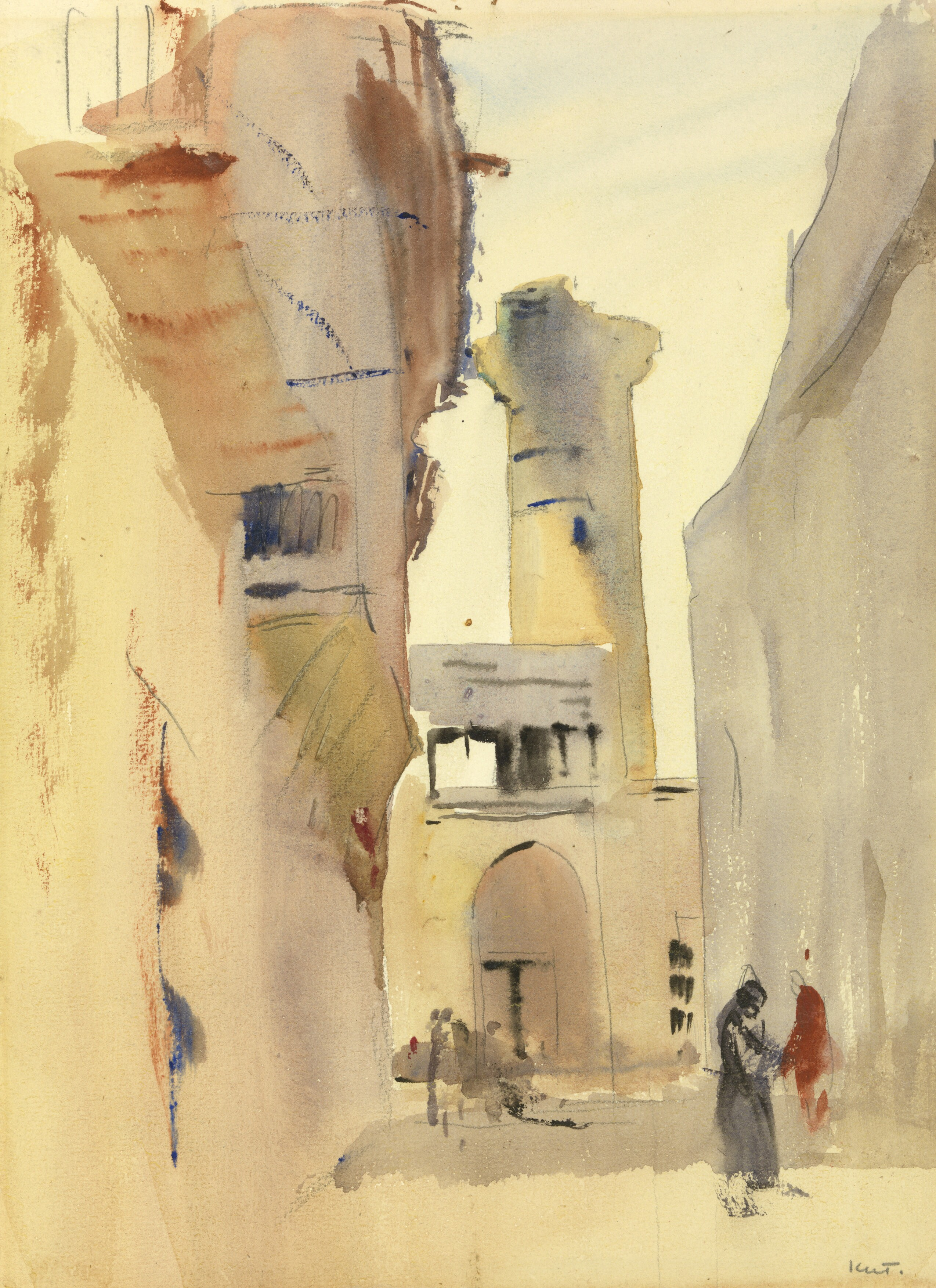
رسم فني يظهر شوارع مدينة الكوت في القرن التاسع عشر

وتعتبر مدينة الكوت هي الوريث التأريخي لمدينة واسط ذائعة الصيت في التاريخ الإسلامي التي أنشأها الحجاج الثقفي عام 702م. وكلمة الكوت يشاع إنها هندية، وعلى الغالب برتغالية وتعني الساحل المحرف من كلمة (Coast) اللاتينية، ومفهومها في العراق ما يبنى لجماعة من الفلاحين على حافة نهر أو ساحل بحر ليكون مأوى لهم أو مسكن من القصب والبواري (حصر القصب)، أو من الطين واللبن، وقد يبنى وحده أو يبنى حوله بعض الأكواخ، وأقرب ما يكون لتعريفه الميناء أو المجمع البحري، أو مخزن للذخائر الحربية.

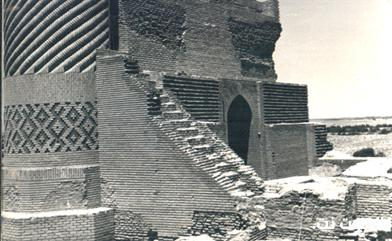
آثار واسط التأريخية في بدايات التنقيب

ومدينة الكوت، الحالية لا يعرف على وجه التحقيق زمن تأسيسها، فيتناقل أهلها رواية خلاصتها (أن سبع بن خميس) أحد شيوخ عشيرة آل مياح "وهم بطن من ربيعة شيد قلعة من الآجر له في هذا الموضع سنة 1812م فكانت قلعته نواة نهضتها العمرانية ونسبت إليه ودعيت "كوت سبع" وهو اسم لا يزال يطلقه عليها بعض المعمرين ولا سيما من الأعراب. وقد يقال لها "كوت العمارة" بحذف المضاف إليه. كما وردت في كتاب فريزر لوقوعها على شط دجلة من جهة ولتتميز عن بقية الأكوات من جهة أخرى، فإن في العراق قرى عديدة يقال لها " كوت " مثل كوت الزين وكوت المعمر وكوت الإفرنجي وكوت العصيمي وكوت الباشا وكوت ابن نعمة. ويذكر أمين الحلواني في كتابه مختصر مطالع السعود عام 1886م أن" الكوت " كانت موجودة في زمن ولاية سليمان باشا الممتدة بين (1779 م إلى 1852 م) وينقل المستر لونكريك فقرة عن تقرير الوكيل البريطاني في العراق المرفوع إلى حكومة الهند في سنة 1855م عن عزل شيخ بني لام وتعيين آخر بدله. وجاء ذكرها كذلك في رحلة إيليس إيرون الذي انحدر إلى البصرة في عام نيسان 1178م من خلال دجلة باسم (كوت العمارة) وهناك رحلات أخرى لعدد من السياح الأجانب يذكرون فيها أنهم مروا في أثناء ركوبهم دجلة بقرية تسمى " الكوت " مما يدل على إنها قديمة، وربما كانت في غير موضعها الحالي فما كانت سنة 1869م نالت شركة ستيفن لنج البريطانية امتيازا بتسيير السفن التجارية بين البصرة وبغداد متخذة الكوت من عداد الموانئ الرئيسية التي ترسو عندها بواخرهـا، فتهافت عليها السكان، رويدا رويدا.

### الحرب العالمية الأولى

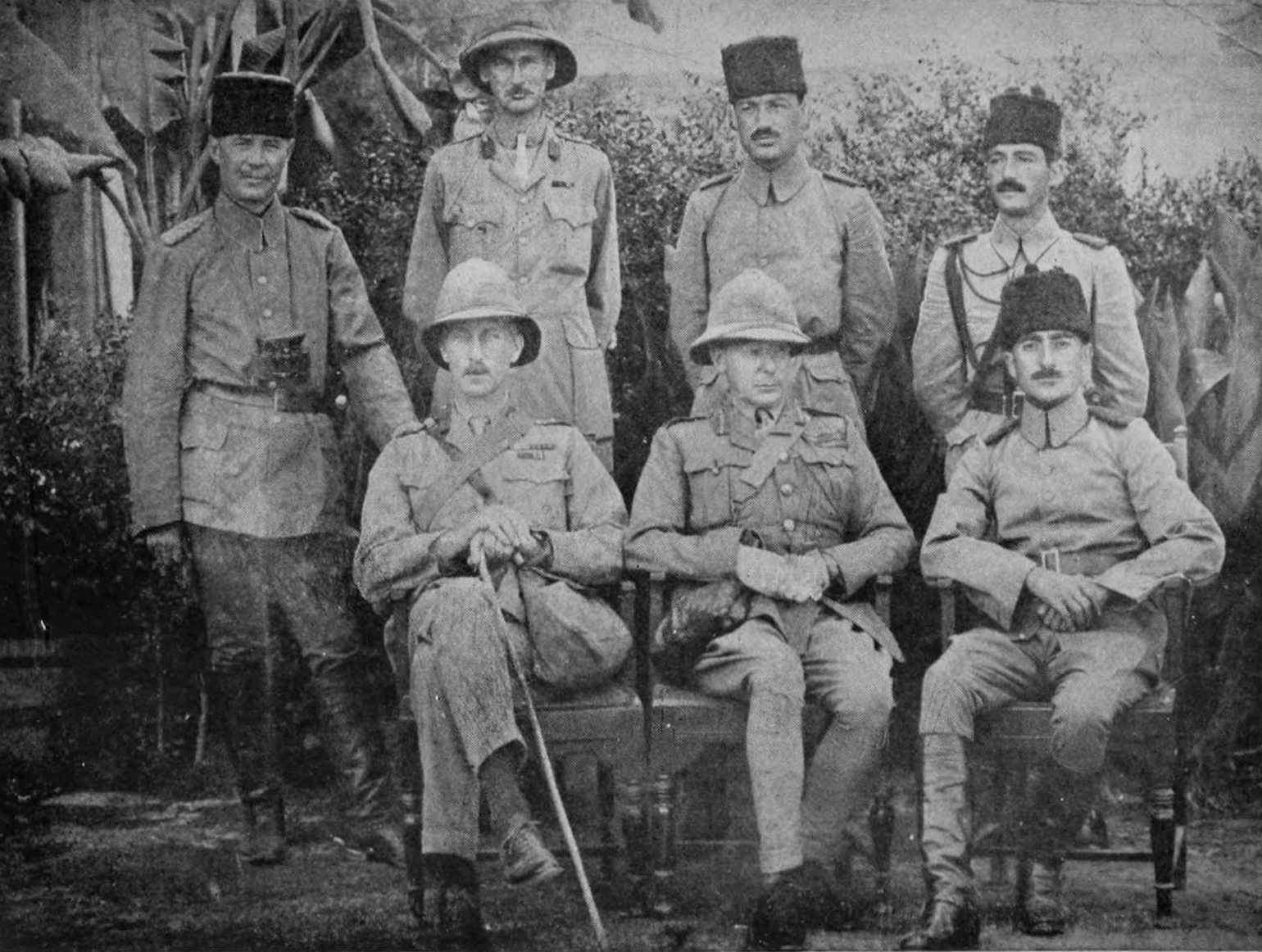
الجنرال طاوزند مع خليل باشا وغيرهم من الضباط المجهولين بعد استسلام حامية الكوت في عام 1916م

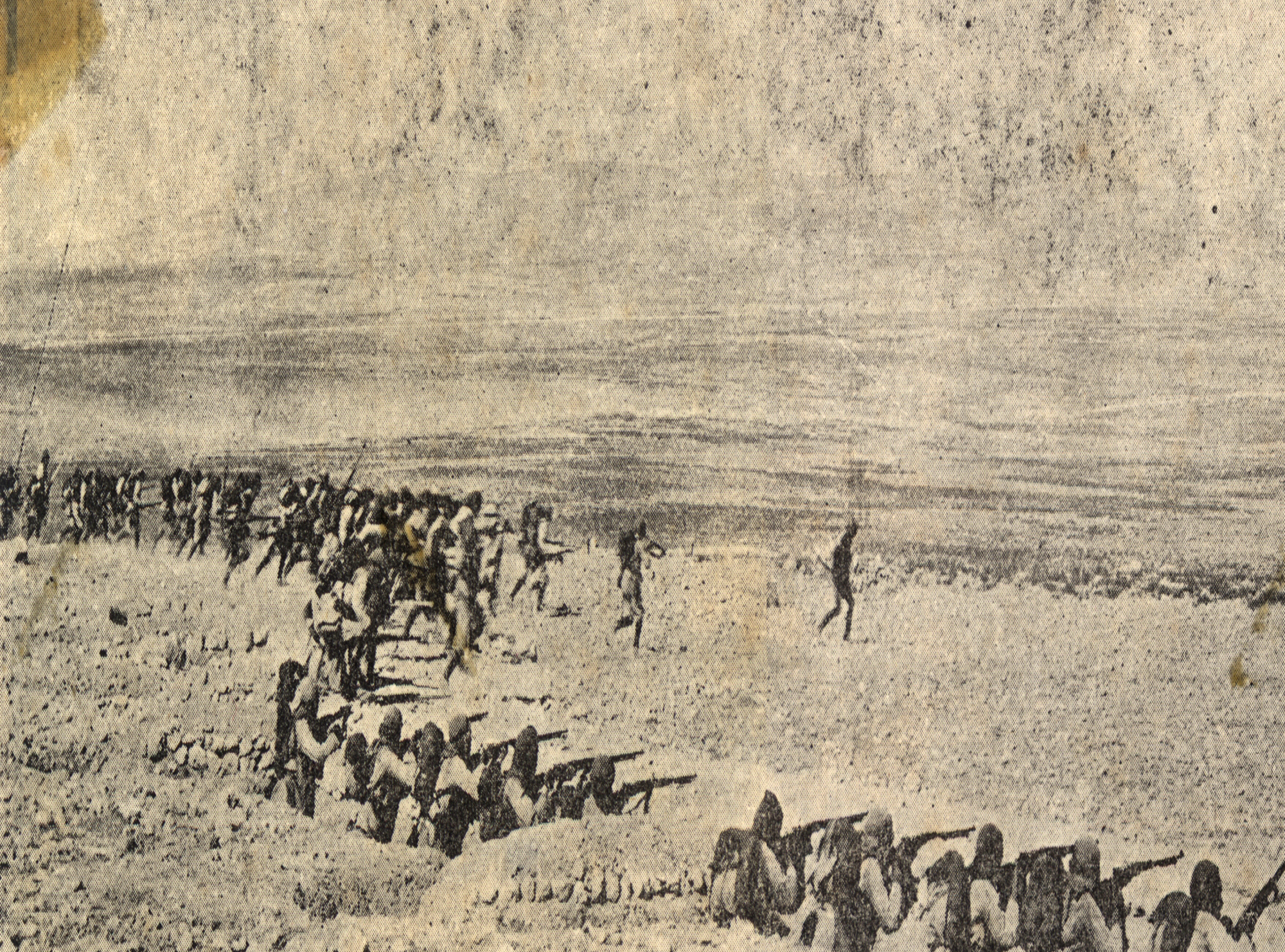
الخنادق العثمانية خلال حصار الكوت

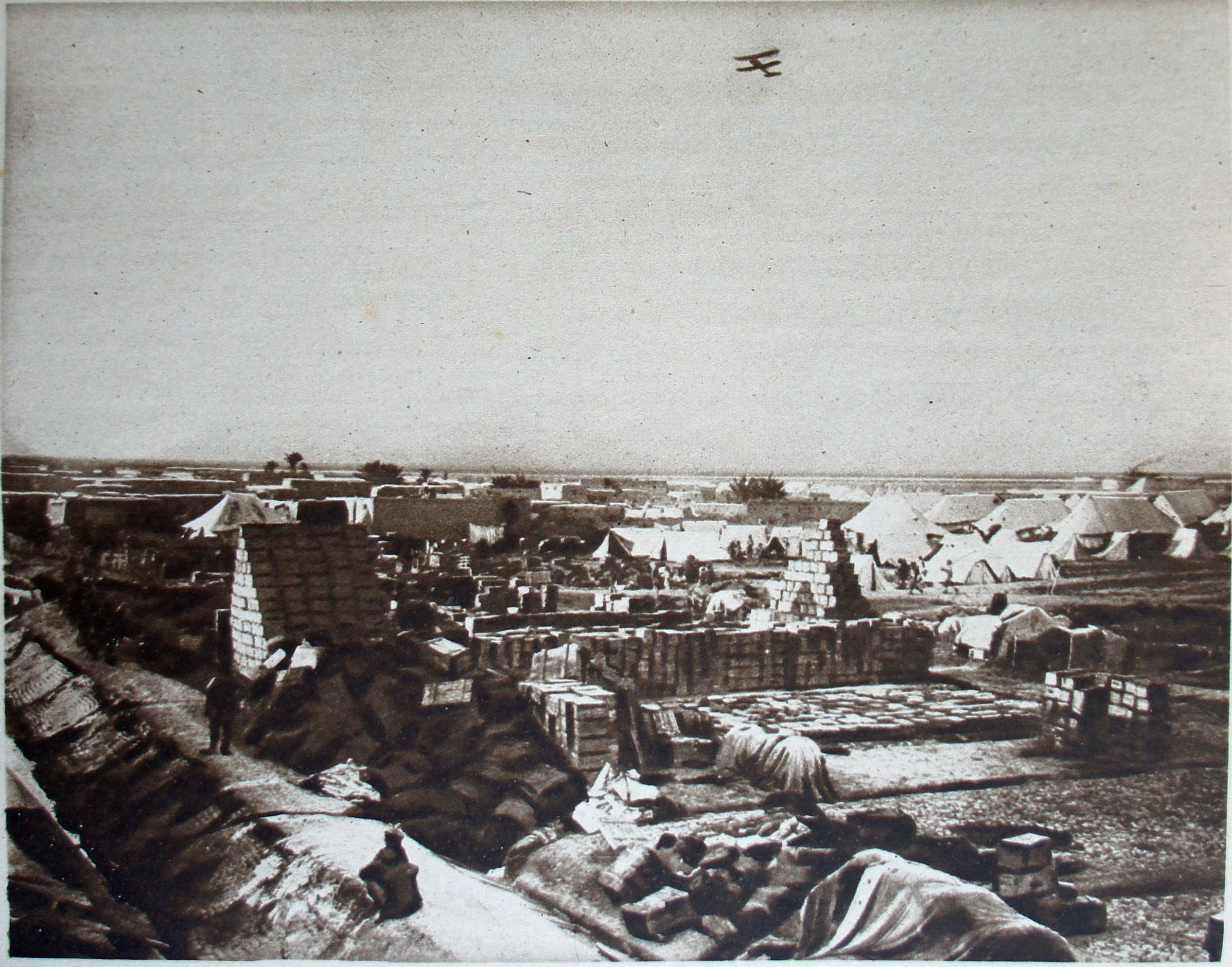
مدينة الكوت خلال الحرب العالمية الأولى

عندما اندلعت الحرب العالمية الأولى احتلتها القوات البريطانية بعد أن احتلت مدينة البصرة في 23 تشرين الثاني عام 1914 م، حتى وصلت إلى قرية سلمان باك على مسافة 30 كيلومترا من بغداد جنوبا، وقد تصدت لها بعض القوات العثمانية بالتحالف مع العشائر الثائرة بقوة في تلك المنطقة اضطرتها إلى أن تتراجع إلى مدينة الكوت الإستراتيجية بموقعها الحربي والجغرافي وفي 3 كانون الأول سنة 1915م تم فرض حصار على المدينة. وبقيت محاصرة مع الجنرال طاوزند مدة 15 شهرا لاقت خلالها أنواع الشدة، حتى اضطرها الحصار إلى الاستسلام يوم 1 مايو 1916م. فذاع اسم «الكوت» منذ ذلك الحين قي الشرق وفي الغرب. ولا تزال فيها مقبرة للجنود البريطانيين والهنود.

### العهد الملكي
خلال العهد الملكي اختيرت مدينة الكوت في ثلاثينيات القرن الماضي لبناء سدة الكوت أشهر السدود على نهر دجلة، أصبحت محافظة واسط بفضله من أكبر المناطق الزراعية وأكثر المحافظات تصديراً للحنطة والشعير والحبوب المختلفة، وغذّت بالمياه نهر الغراف الذي يمتد إلى مدينة الشطرة والناصرية.

### الجمهورية العراقية

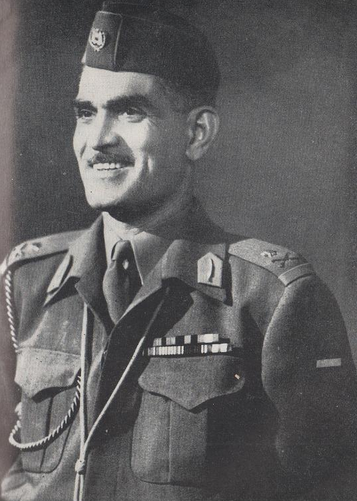
الزعيم عبد الكريم قاسم مؤسس جمهورية العراق

في يوم 14 تموز عام 1958 أُعلن عن طريق المذياع قيام الثورة بقيادة الزعيم عبد الكريم قاسم وسقوط النظام الملكي وإعلان جمهورية العراق المستقلة، علمــــاً أن مدينة الكوت لم يشملها البث التلفزيوني في ذلك الوقت لسماع ما يصدر عن قيادة الثورة مــــن قرارات وتوصيات وتعليمات، فقد عُيِّن في يوم 16/7/1958 م اللواء الركن المـــتقاعد حسين العمري كأول متصرف للواء الكوت في العهد الجمهوري. وفي سنـــة 1959م شهد لواء الكــوت حركة التوسع العمراني في جميع مدنه ووحداته الإدارية وكان في مركز اللواء أكثــــر وأعم فقد تم توزيع القطع السكنية على المعلمين شمال سد الكــوت وعلى ضفاف نهر دجلة أُنشئ حي دور المعلمين كذلك في نفس العام تم توزيع الأراضـي السكنية على ذوي الدخل المحدود في الجانب الغربي من نهر دجلة في المنطقة المحـــصورة بين شط الغراف وناظم الدجيلة وأطلق عليها اسم الكريمية ثم سُميت بمحلة النـــصر بعد الـــثامن من شباط عام 1963م وأنشئ معمل الغزل والنسيج والحياكة في الكوت بمحافظة واسط على الجهة اليسرى من نهر دجلة بموجب الاتفاقية العراقية السوفيتية عام 1959 وقد صمم المعمل لإنتاج الأقمشة القطنية المنسوجة والألبسة
بعد ثورة 17/30 تموز بقيادة حزب البعث العربي الاشتراكي، أصبح العراق تحت سيطرة الحزب المذكور وفي أيدي صدام حسين. دخل العراق بسببه حربا مع إيران استمرت ثمان سنوات عانت بسببها مدينة الكوت لقربها من خطوط التماس.

### الانتفاضة الشعبانية

أحد الثوار حاملاً سلاحه

شهدت المدينة خلال حكم حزب البعث العربي الاشتراكي انتفاضة قادها أبناء المدينة يوم 17 آذار من العام 1991م ضد نظام صدام حسين، بعد انسحاب الجيش العراقي من الكويت، أدت إلى سقوطها بيد الثوار لكن لم تدم السيطرة إلا يوماً واحداً حتى استطاع الجيش والحرس الجمهوري من الدخول إلى المدينة وفرض سيطرته مجددا وتم قتل واعتقال العديد من الذين شاركوا في الانتفاضة.

### غزو العراق

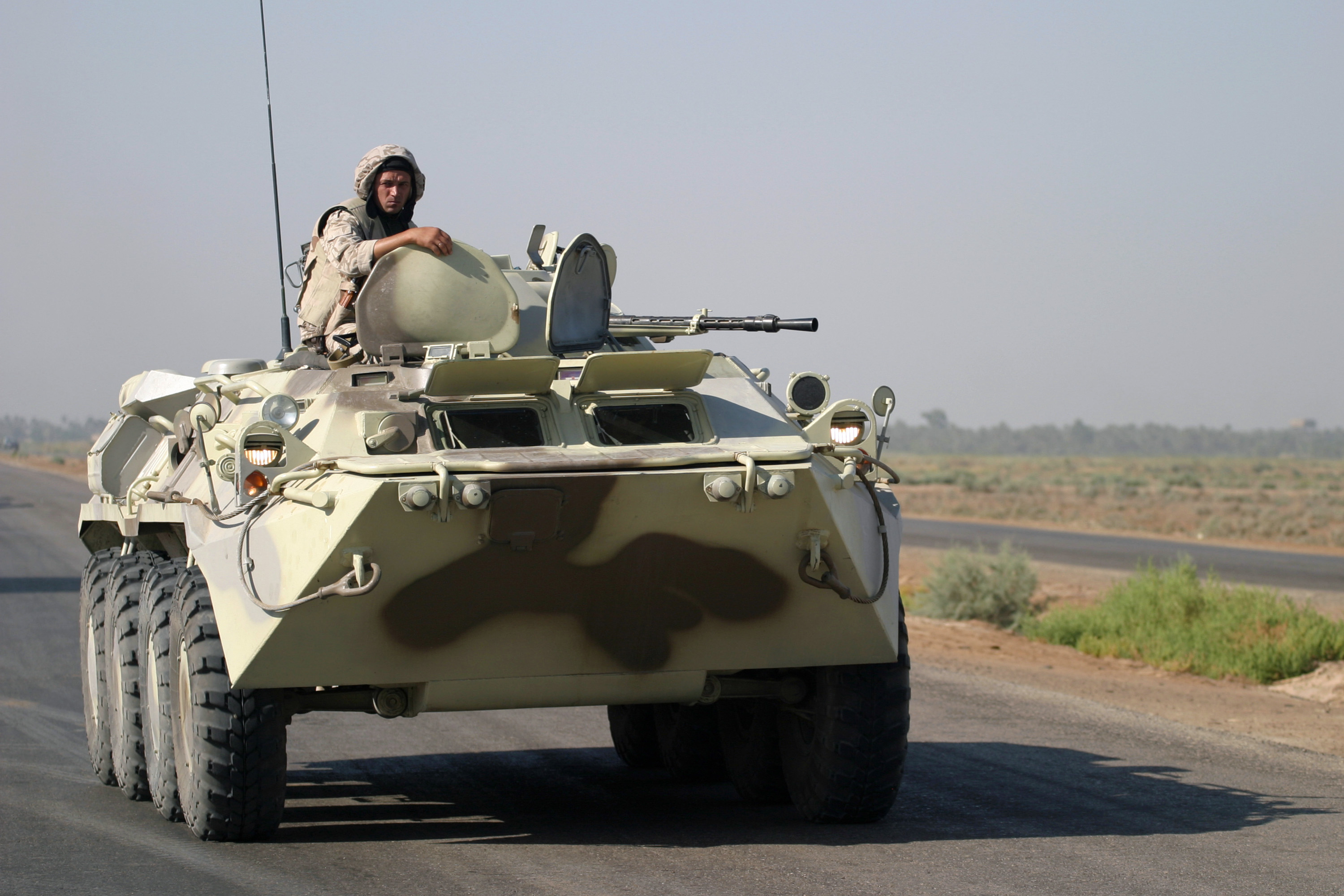
قوات أوكرانية في الكوت عام 2003

في عام 2003 بدأت القوات الأمريكية عملية احتلال العراق بحملة واسعة أطلقتها لاسقاط نظام صدام وسقطت المدن العراقية بشكل متتالي ومنها مدينة الكوت التي دخلتها القوات الأمريكية والأوكرانية في 30 مارس 2003 بعد مقاومة ضعيفة من قبل الجيش العراقي، مما أدى إلى سقوط المدينة بكاملها.

## السكان

### إحصاء عام 1920م
يذكر إحصاء أجرته السلطات قبل أبريل/نيسان عام 1920م أن مجموع سكان لواء الكوت (محافظة واسط حالياً) كان 107 ألف و 798 نسمة. وقد توزع السكان وفقاً للمجموعات الدينية التالية:

| الفئة          | مسلمين عرب  | مسلمين كورد | يهود     | مسيحيين  | ديانات آخرى | المجموع      |
| -------------- | ----------- | ----------- | -------- | -------- | ----------- | ------------ |
| العدد          | 98,712 نسمة | 8,578 نسمة  | 381 نسمة | 127 نسمة | غير محدد    | 107,798 نسمة |
| النسبة المئوية | 91.5%       | 8%          | 0.4%     | 0.1%     | غير محدد    | 100%         |
|                |             |             |          |          |             |              |

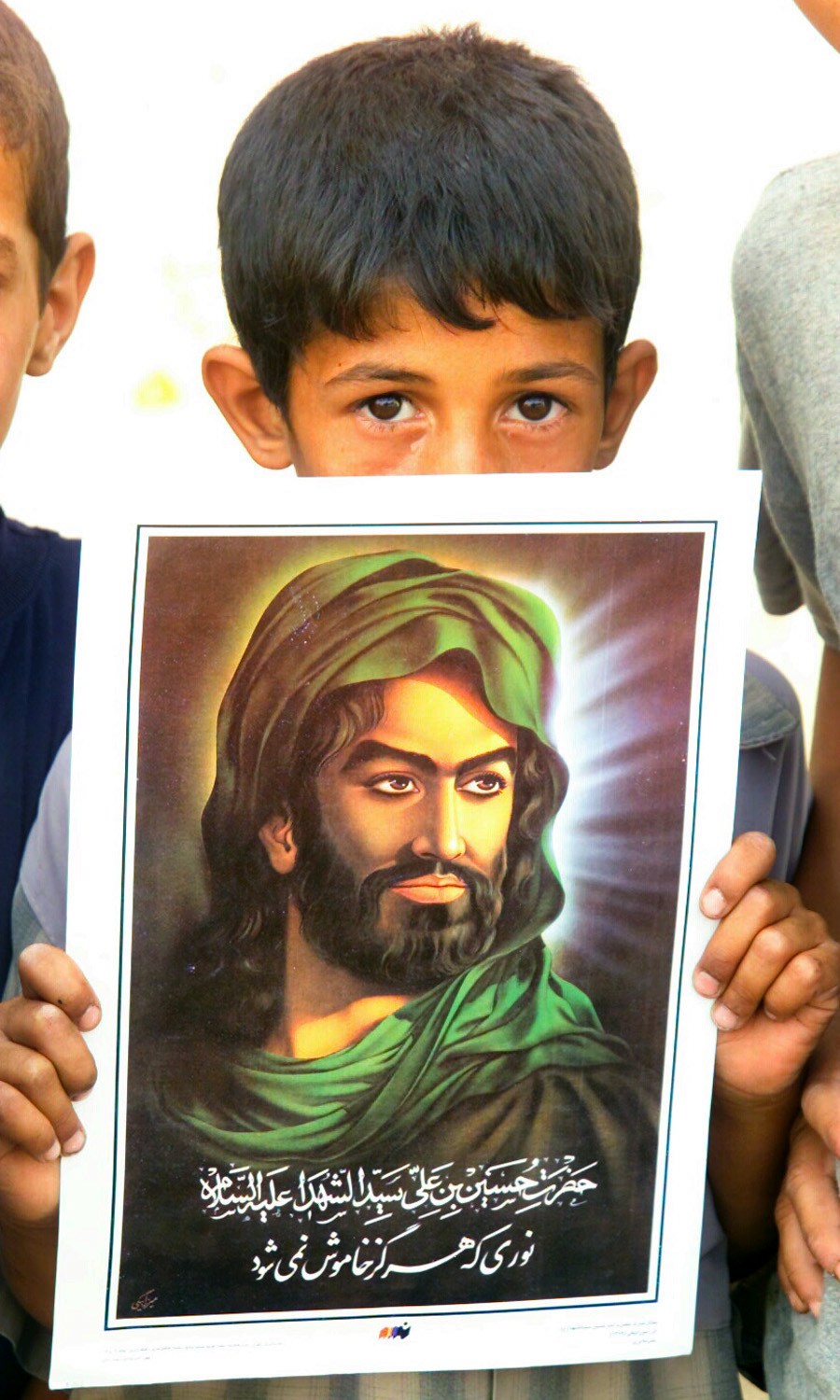
طفل من مدينة الكوت يحمل صورة الإمام الحسين

وأهل (الكوت) خليط من العرب والحضر وكذلك الكرد “الفيلية” والفرس الذين تجمعوا من أرض الرافدين للكسب والارتزاق، وأهم عشائرها هي: ربيعة وهي الأكبر وتضم عشيرة المياح. بنو لام، ثم يلي بأقل عدداً زبيد. شمر “الطوقه” والدليم والسادة الزوامل. وأكثر مقاطعاتها الزراعية التي كانت قبل الجمهورية بأيدي التجار المتنفذين من أهل بغداد خاصة، والعراق عامة، وقد حصلوا عليها بتأثير المناصب الحكومية التي كانوا يشغلونها ومنهم الأتراك حتى السلطان العثماني عبد الحميد نفسه ولا سيما في منطقة “ثريمة” الواقعة شمال الكوت.

## أحياء الكوت
تنقسم مدينة الكوت إلى أكثر من 40 حي رسمي وأبرزها.
- الحسينية
- العباسية
- حي الزهراء
- الأنوار
- الهورة
- حي الجامعة
- المشروع
- الحوراء
- السوق
- الفلاحية
- الحسين (1)
- الحسين (2)
- السلام
- الخليج
- الحيدرية
- القادسية
- الكريمية
- الجهاد (1)
- الجهاد (2)
- دور الشؤن
- دور العمال
- دور المعلمين
- المعلمين الأولى
- المعلمين الثانية
- الربيع
- تموز
- الشرقية
- الكفاءات
- الفلاحات
- الفيصلية
- الشهداء
- الحكيم (1)
- الحكيم (2)
- الصناعي
- الميمونة
- السفحة
- الحقوقيين
- الضباط
- الحرية
- الجوادين
- العزة القديم
- العزة الجديد
- الخاچية

## التعليم
التعليم في مدينة الكوت تعليم مجاني حاله حال بقية مناطق العراق منذ الابتدائية حتى التخرج من الجامعات وتضم المدينة جامعة واسط التي تأسست عام 2003 وتتبع الجامعة 15 كلية مختلفة التخصصات ومن أبرزها
- كلية التربية.
- كلية الإدارة والاقتصاد.
- كلية العلوم التي تم افتتاحها في العام الدراسي 2001-2002.
- كلية الآداب.
- كلية الطب.
- كلية الهندسة.
- كلية القانون.
- كلية الزراعة.
- كلية التربية الأساسية.
- كلية الطب البيطري.
- كلية طب الأسنان.
- كلية التربية الرياضية
- كلية الحاسوب والرياضيات
- كلية الإعلام
- كلية الفنون الجميلة

## معالم المدينة
|  | مدينة واسط التاريخية مدينة واسط التاريخية هي مدينة تاريخية تقع إلى الجنوب من مدينة الكوت وتبعد عنها بحوالي 25 كم2، أسسها الحجاج بن يوسف الثقفي سنة 701 - 703 بالقرب من نهر الدجيلة، تعتبر من أحد معالم مدينة الكوت لكنها تعرضت للإهمال من قِبل الدوائر الحكومية ولجنة حماية الآثار في العراق.                                                                                           |
|  | سدة الكوت سدة الكوت من أشهر وأكبر سدود العراق الوقعة في جنوب بغداد، تأسس السد عام 1939 من قبل الحكومة العراقية وبإشراف الملك غازي، يقع على نهر دجلة وسط مدينة الكوت يعتبر أحد أبرز معالم المدينة كونه أكبر مشروع تأسس في المدينة لخزن المياه كما يعتبر أيضا موقع سياحة قبل عام 2003.                                                                                                   |
|  | كورنيش الكوت كورنيش الكوت أو كورنيش دجلة هو من أشهر المعالم السياحية في مدينة الكوت، يقع الكورنش في شارع الكورنيش على ضفة نهر دجلة بالقرب من سدة الكوت يجتمع فيه سكان المدينة لغرض السياحية وخصوصا في شهر رمضان. |
|  | قاعدة الكوت الجوية قاعدة الكوت الجوية هي من أكبر القواعد الجوية في محافظة واسط تأسست في بداية السبعينيات، وتم تحويل إسمها إلى مطار أبو عبيد وبعد احتلال العراق أطلقت عليه القوات الأمريكية قاعدة دلتا وجعلت منه مقراً للقوات الأجنبية، تقع القاعدة في جنوب غرب الكوت وتبعد عنها بحوالي 5 كم2، تحتوي القاعدة على مدرجين لهبوط الطائرات، وقد أعلن محافظ واسط تحويل القاعدة إلى مطار مدني. |
|  | ضريح سعيد بن جبير مسجد ومرقد سعيد بن جبير هو أحد المراقد الإسلامية في العراق، يقع على بعد 40 كم جنوب مدينة الكوت في قضاء الحي، وهو المكان الذي ُدفن فيه التابعي سعيد بن جبير بن هشام الأسدي، يعتبر من المحدثين وفقيه إسلامي. |
|  | جامع الكوت الكبير جامع الكوت الكبير وهو أحد مساجد العراق التراثية وأحد أقدم المساجد في محافظة واسط، تأسس عام 1855م في زمن الدولة العثمانية، يقع قرب مجرى نهر دجلة في منطقة سوق الكوت، يبلغ مساحته أكثر من 900م2 يتسع لأكثر من 500 مصلي. |

## معرض الصور

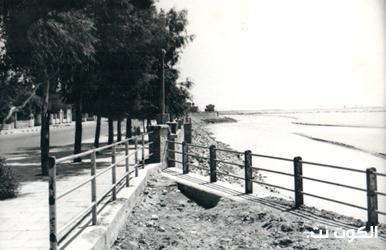
كورنيش الكوت سنة 1976
سدة الكوت أحدى معالم المدينة
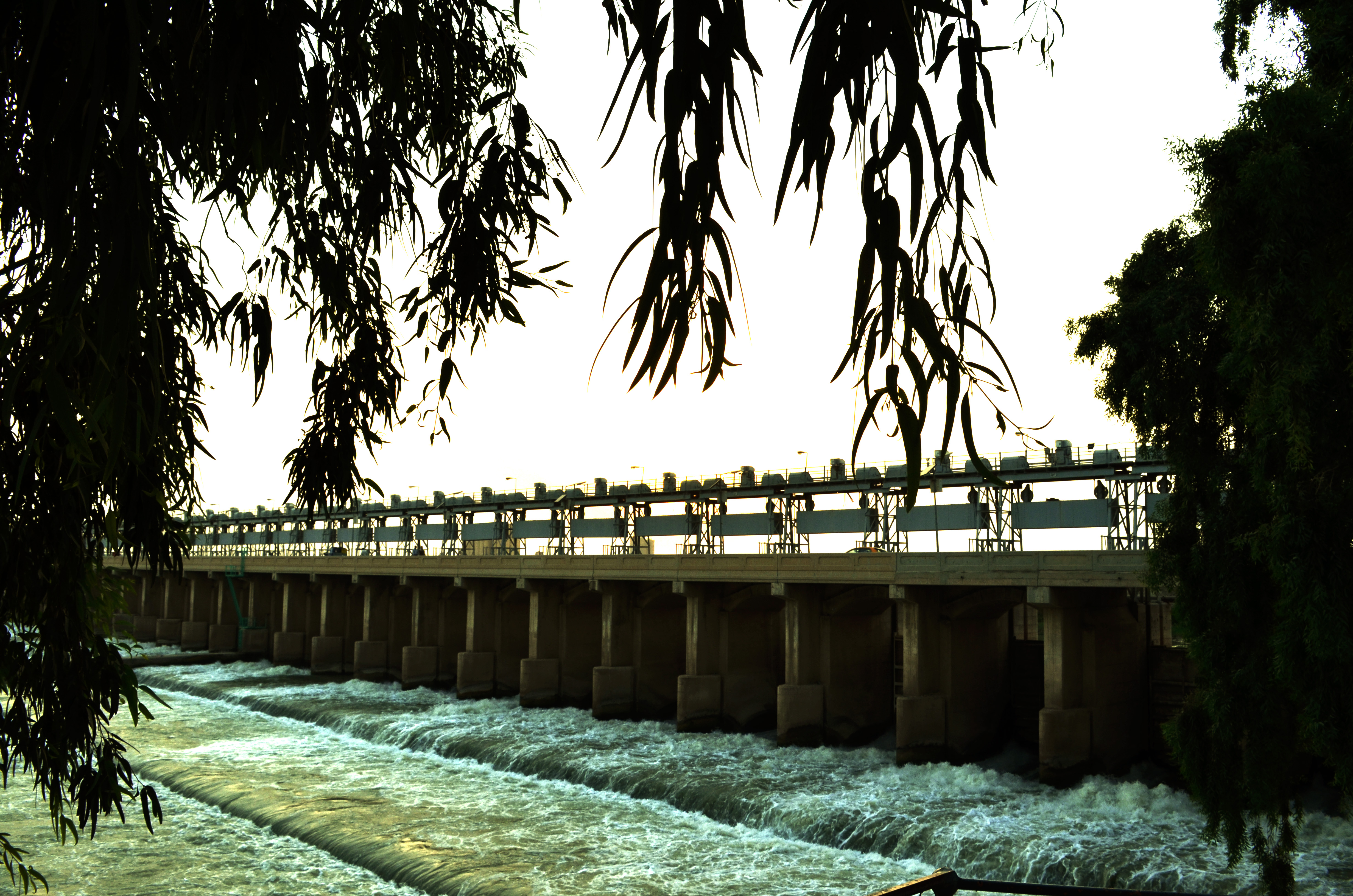
سدة الكوت
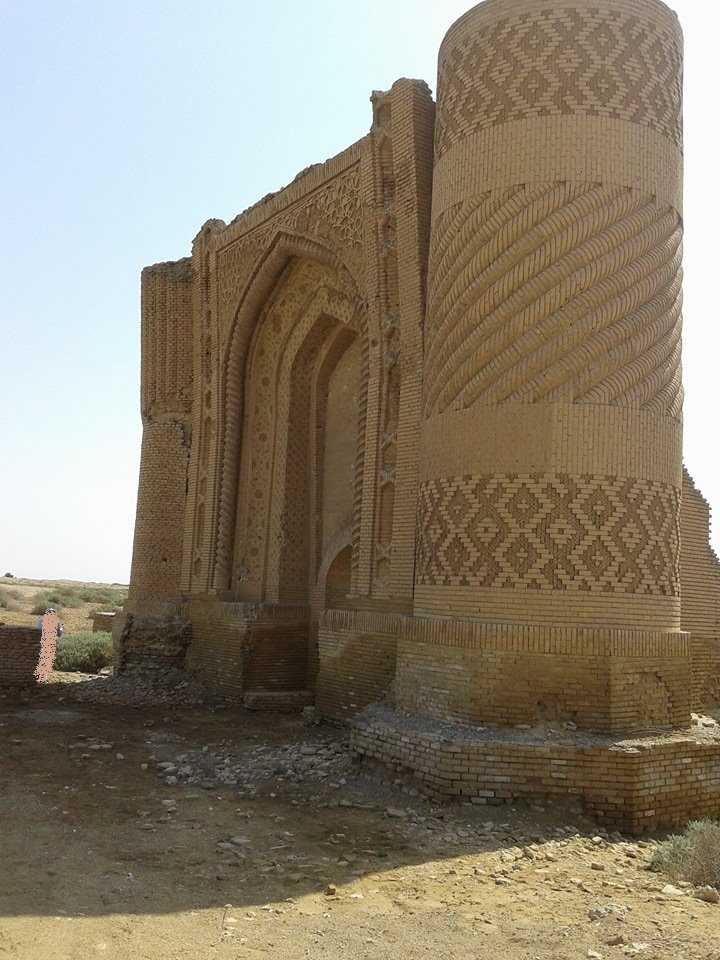
بوابة مدينة واسط التأريخية
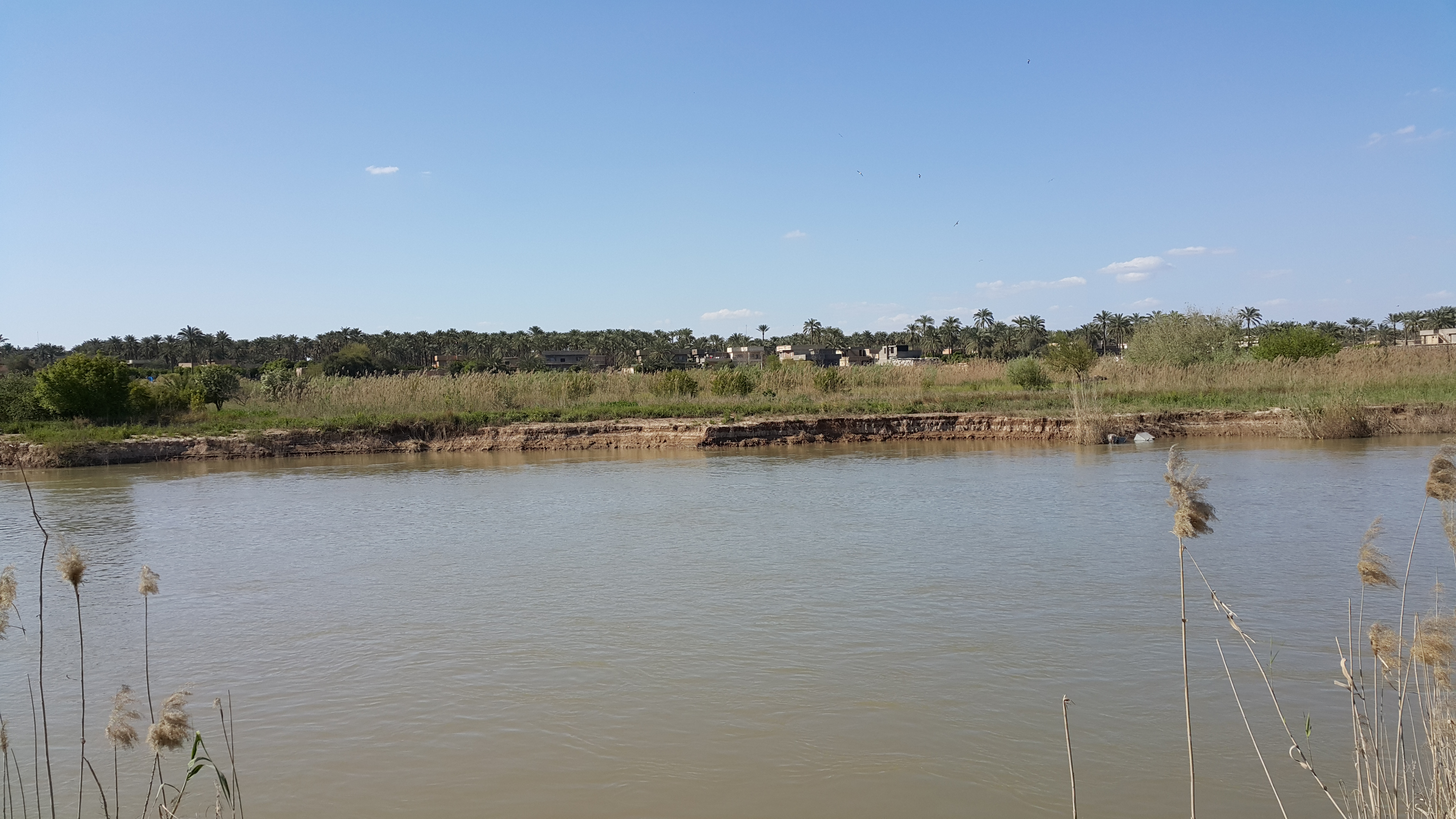
نهر دجلة قرب الشيخ سعد
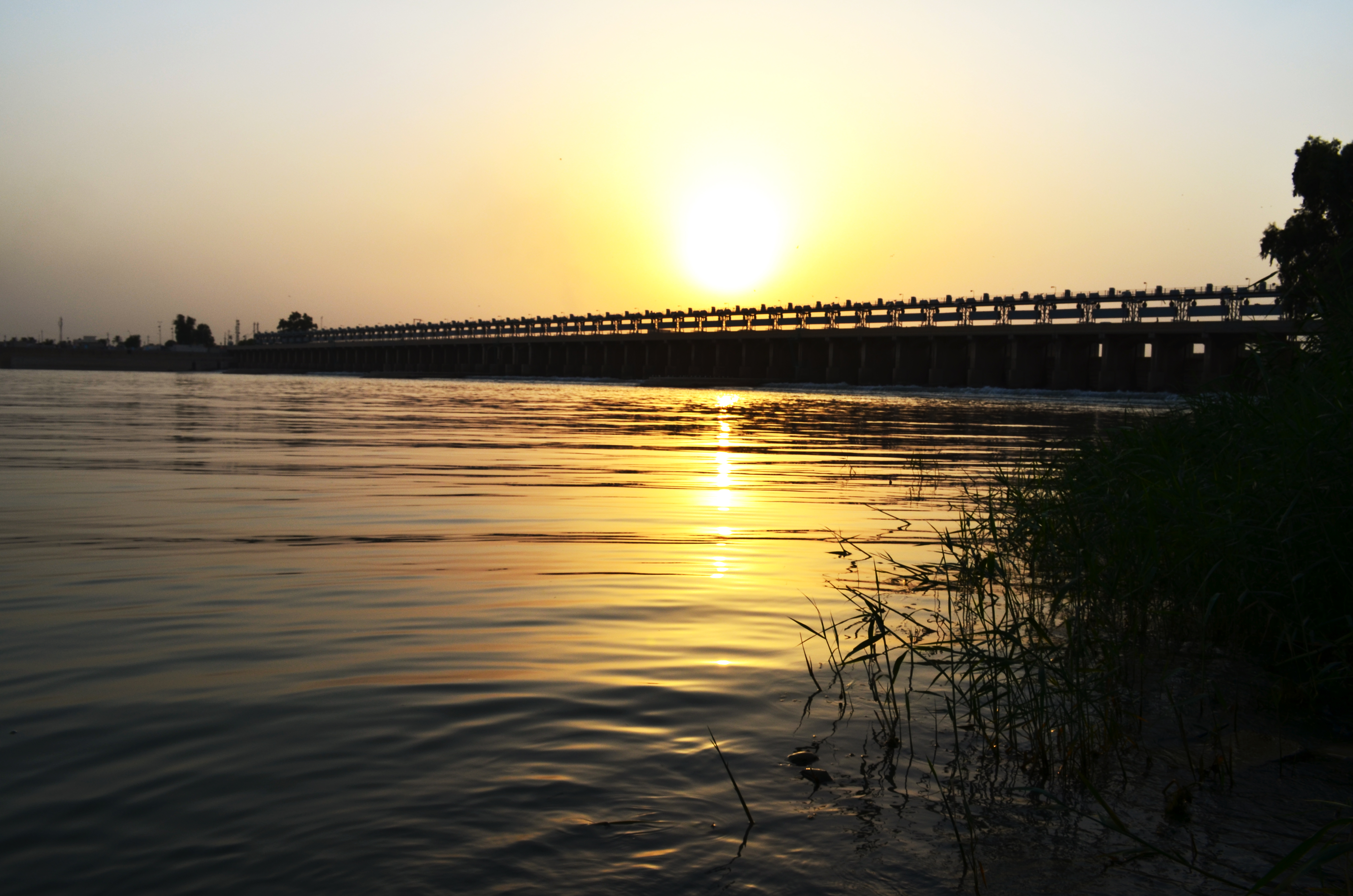
الغروب في الكوت
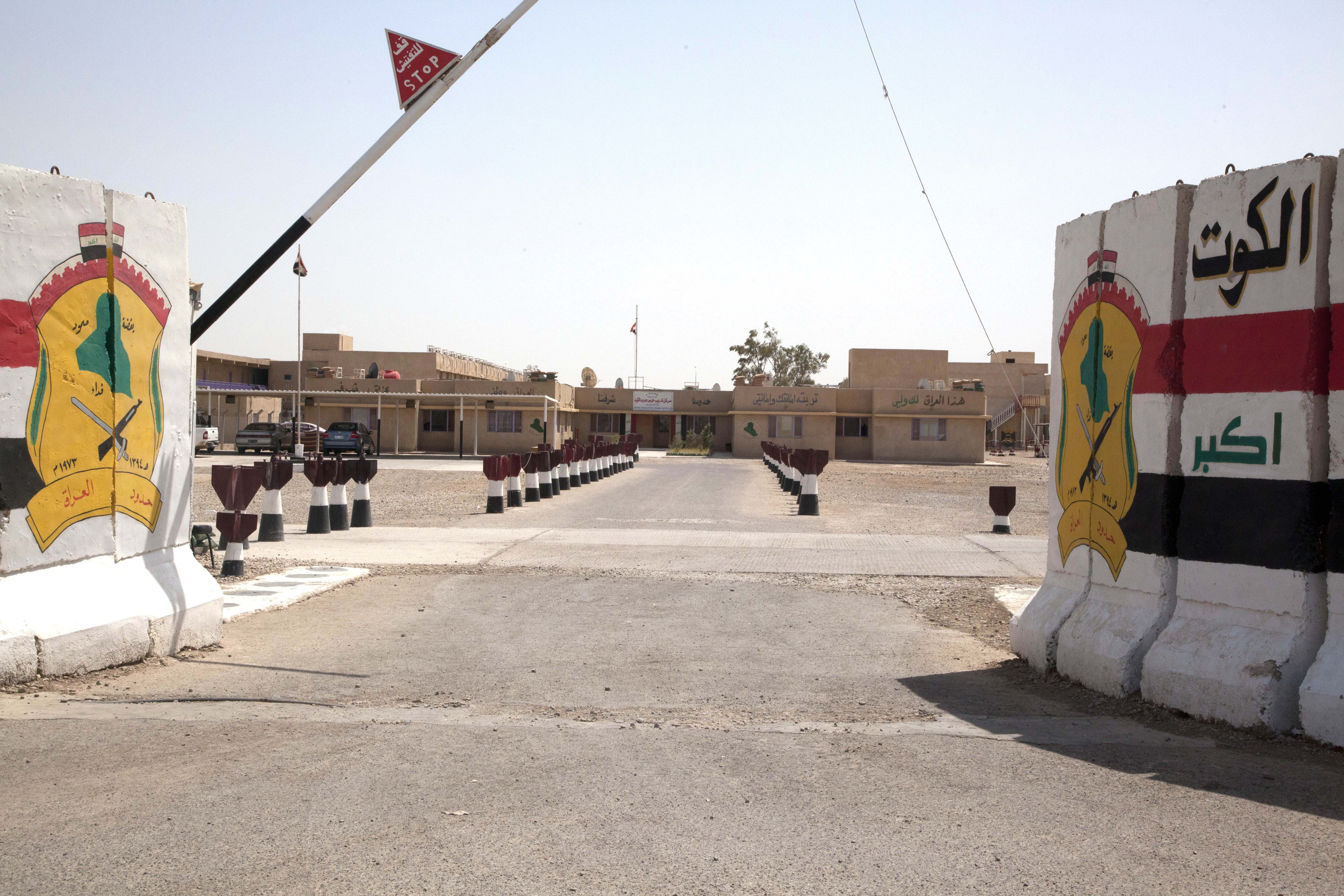
قاعدة الكوت الجوية

## انظر
- خليل كوت